# Augustinus Wichmans

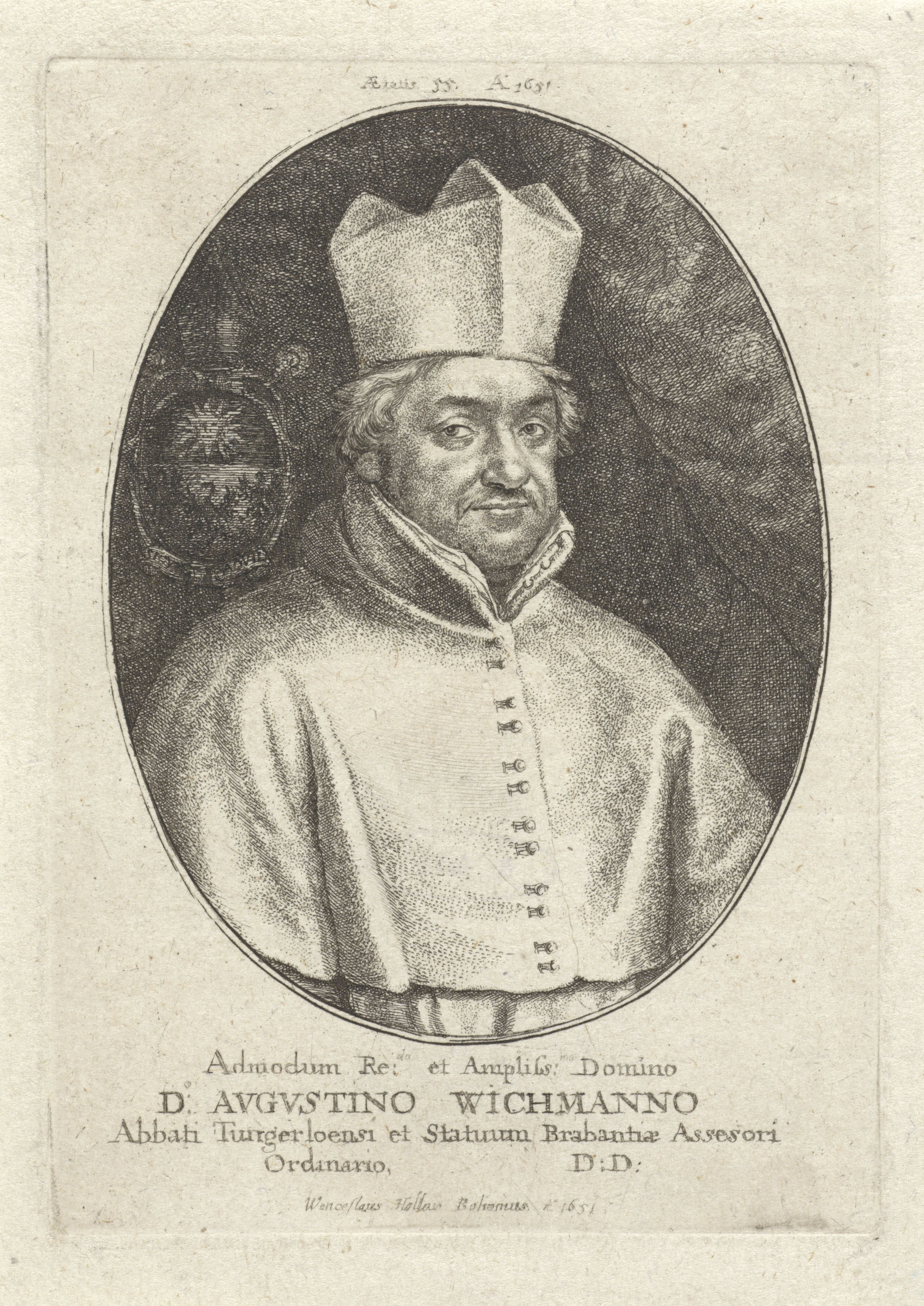

Augustinus Wichmans (Antwerpen, 1596 - Tongerlo, 1661) was een Zuid-Nederlandse norbertijn en een publicist.
In 1613 trad hij in in de Abdij van Tongerlo en in 1615 gaf hij te Leuven een gedichtenbundel uit, getiteld: Epigrammata de viris sanctimonia illustribus ex Ordine Praemonstratensi, die over heiligen ging die voortgekomen zijn uit de Norbertijner orde. Voorts onder meer in 1628 de Sabbatismus Marianus, die in het Nederlands vertaald als Den Saturdagh van Onse Lieve Vrouwe in 1633 verscheen.
In 1630 werd hij pastoor te Mierlo en in 1632 te Tilburg. Zijn belangrijkste werk: Brabantia Mariana tripartita werd in hetzelfde jaar gepubliceerd. Het ging over de Mariadevotie in Brabant en gaf een inventaris van alle grote en kleine Brabantse bedevaartsoorden. Het vormt tegenwoordig een bron van kennis voor heemkundigen. In 1734 werd dit boek ook te Napels uitgegeven.
Na het Beleg van 's-Hertogenbosch in 1629 werden, als voortvloeisel van het retorsie-plakkaat, de katholieke geestelijken uit de meierij 's-Hertogenbosch verbannen. Via Alphen kwam hij in Antwerpen waar hij in 1638 en 1639 verbleef en een boek, de Lust-hof der Godt-vruchtighe Meditatiën op het Leven ende Leyden ons Heeren Jesu Christi.
In 1642 kwam er een opvolger voor hem als pastoor van Tilburg en werd hij hulpabt van Theodorus Verbraken die hij in 1644 opvolgde, zodat hij 43e abt werd van de abdij van Tongerlo. Als zodanig was hij ook lid van de Staten van Brabant.

## Verdere publicaties
- Apotheca spiritualium pharmacorum (apotheek van geestelijke medicijnen), uit 1626
- Diarium ecclesiasticum de sanctis contra pestem tutelaribus (kerkelijke kalender van beschermheiligen tegen de pest), uit 1626
- Dissertatio historica de origine ac progressu coenobii Postulani (geschiedenis van de Abdij van Postel), uit 1628